# Mercenaria mercenaria
La vongola atlantica (Mercenaria mercenaria, Linnaeus 1758), conosciuta anche come quahog o vongola americana o tartufo atlantico, è un mollusco che si trova principalmente sulle coste nordamericane dell'est, dall'Isola del Principe Edoardo fino alla penisola dello Yucatán.

## Descrizione

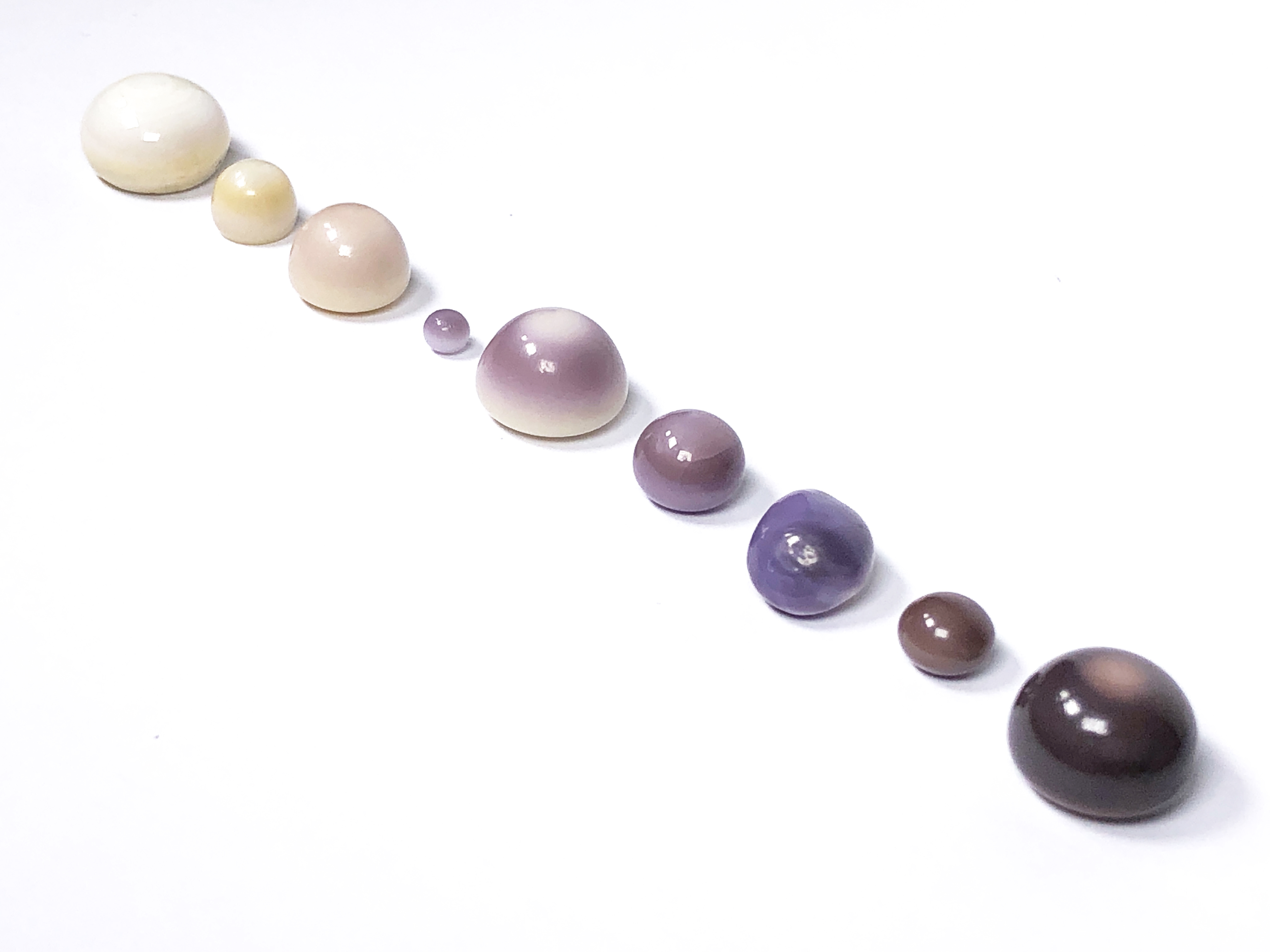
Perle quahog

È un genere di molluschi bivalvi della famiglia Veneridae, dotato di conchiglia molto robusta di forma tondeggiante, alquanto ovale. I due gusci presentano numerose e sottili striature di accrescimento che talvolta sono meno marcate sulla parte centrale. Il colore esterno è bianco-giallastro con sfumature bruno chiaro; all’interno il mollusco si presenta di un colore bianco pallido con sfumature violacee, più o meno marcate, sul margine posteriore vicino al muscolo adduttore. Come tutti i molluschi bivalve si nutre filtrando l’acqua marina.

## Diffusione
È diffusa nel Mediterraneo, nel Mar Adriatico, dove è presente a seguito di alcuni tentativi di introduzione, e nell’Atlantico orientale, dalle isole britanniche fino al Marocco, ma il suo habitat tipico è sicuramente l’Atlantico occidentale (dal Quebec alla Florida), ha un buon valore commerciale su entrambe le coste dell’Atlantico, in alcune zone viene addirittura allevata. È commercializzata viva ed è presente frequentemente sui mercati europei.